# 中条家忠
中条 家忠（ちゅうじょう いえただ）は、戦国時代から安土桃山時代にかけての武将。織田氏の家臣。三河国八草城・広見城主。一般には中条将監として知られる。

## 略歴
出自不詳。陸奥国出身の中条飛騨守の嫡男説、尾張国春日井郡出身説、三河加茂郡八草村出身説がある。衣城を本拠とした中条氏との関係も不明であり、区別するために「八草中条氏」と呼ばれる事がある。
織田信長に早くから仕え、天文21年（1552年）8月の尾張下四郡守護代で清洲城主・織田信友との戦い（萱津の戦い）で奮戦し、柴田勝家と共に敵方家老である坂井甚介を討ち取っている。永禄12年（1569年）8月の大河内城の戦いに一族の中条又兵衛と共に従軍。翌元亀元年（1570年）6月の姉川の戦いに先立つ「八相山の退口」では、佐々成政・簗田広正と共に殿軍を受け持ち、追撃する浅井軍と戦い、家忠・又兵衛共に負傷している。この他、元亀元年（1570年）9月の志賀の陣、天正2年（1574年）の第三次長島侵攻、天正5年（1577年）の雑賀攻めなどにも参加している。
天正5年（1577年）3月に秀興山正林寺（豊田市広幡町）を創建。また、戦火のため荒廃していた猿投神社の復興にも尽力した。同年8月30日に没し正林寺に葬られた。
子は長男・弥十郎秀佳、次男・荘助（勝助）の二人がおり、信長の死後、織田信雄に仕えた。秀佳は文禄・慶長の役で戦死、荘助は八草城陥落後、足助に逃れたという。天正6年（1578年）の猿投神社遷宮時に残された棟札によれば、「左近将監秀正」の子は「勝兵衛尉秀清」であるが、秀佳と秀清が同一人物かどうかは不明である。